# Sedum wenchuanense
Sedum wenchuanense är en fetbladsväxtart som beskrevs av Fu. Sedum wenchuanense ingår i Fetknoppssläktet som ingår i familjen fetbladsväxter. Inga underarter finns listade i Catalogue of Life.